# Alexa Tomas
Alexa Tomas (Valencia, 19 de marzo de 1985) es una actriz pornográfica española.

## Carrera
A Alexa Tomas siempre le ha gustado el sexo, pero nunca se lo había planteado como una opción de trabajo. Esta idea cambio a raíz de conocer a su pareja, el actor porno y agente inmobiliario de Tecnocasa Andrea Catalano, quien le introdujo en la industria del porno con productoras españolas.
En la actualidad suele rodar fuera de España, trabajando con productoras de prestigio como Private, Girlfriends Films, Naughty America, Evil Angel, Wicked Pictures, Tushy, Mofos, Reality Kings o Brazzers, y actuando con actores como Danny D, Nacho Vidal o Manuel Ferrara.

## Vida personal
Antes de ser actriz, trabajó en una fábrica y de conductora de un autobús escolar durante 6 años. Es pareja del también actor Edgar Fernández. Sus otras pasiones son los animales (comparte su vida con varios gatos y loros), el deporte (gran aficionada al fitness) y dibujar.

## Premios y nominaciones
| Año  | Ceremonia         | Resultado | Premio                                        | Trabajo    |
| ---- | ----------------- | --------- | --------------------------------------------- | ---------- |
| 2017 | Premios AVN       | Nominada  | Artista femenina extranjera del año           | —          |
| 2017 | Premios AVN       | Nominada  | Premio fan: Culo más épico                    | —          |
| 2017 | Spank Bank Awards | Nominada  | Gloryhole Guru of the Year                    | —          |
| 2017 | Spank Bank Awards | Nominada  | Imported Enchantress of the Year              | —          |
| 2017 | Premios XBIZ      | Nominada  | Artista femenina extranjera del año           | —          |
| 2018 | Premios AVN       | Nominada  | Artista femenina extranjera del año           | —          |
| 2018 | Premios XBIZ      | Nominada  | Artista femenina extranjera del año           | —          |
| 2018 | Spank Bank Awards | Nominada  | European Enchantress of the Year              | —          |
| 2019 | Premios AVN       | Ganadora  | Mejor escena de sexo en producción extranjera | Undercover |
| 2019 | Spank Bank Awards | Nominada  | Tastiest Tall Drink of Water                  | —          |